# Fumitaka Konoe
Fumitaka Konoe (近衛 文隆, Konoe Fumitaka), né le 3 avril 1915 à Kyoto (empire du Japon) et mort le 29 octobre 1956 dans l'oblast d'Ivanovo (URSS), fut le fils aîné et l'héritier du premier ministre Fumimaro Konoe, ainsi que le descendant à la treizième génération de l'empereur Go-Yōzei. Il officia en qualité de lieutenant en premier rang au sein de l'Armée impériale japonaise durant la Seconde Guerre mondiale. Son décès, survenu dans une prison soviétique, demeure nimbé de mystère.

## Biographie
Fumitaka Konoe vit le jour à Kyoto, fils ainé de Fumimaro Konoe et de sa femme Chiyoko, issue d'une branche cadette du clan Mōri. Les Konoe appartenaient à la noblesse kazoku et leur lignage se rattachait à la maison septentrionale des Fujiwara, illustre souche des go-sekke.
Après avoir parachevé son instruction au collège Gakushūin, Fumitaka Konoe fut dépêché aux États-Unis afin d’y parfaire sa formation dans la perspective d’une carrière diplomatique. Il y reçut l'enseignement de la Lawrenceville School, institution de renom, avant de poursuivre ses études supérieures au sein de l’université de Princeton. Durant son séjour en Amérique du Nord, il s’adonna à la pratique du jeu de golf, auquel il se distingua en qualité d’amateur éclairé. Il exerça en outre les fonctions de régisseur au sein d’un cercle de golf, témoignant ainsi d’une certaine inclination pour les charges d’administration mondaine. De retour au Japon en 1938, il fut appelé à remplir les devoirs de secrétaire exécutif auprès de son père.
L’année suivante, en 1939, il accéda à la charge de maître de conférences auprès de l’Université Toa Doubunin (également dénommée Collège Tung Wen), sise à Shanghai, tout en assumant simultanément les fonctions de directeur des étudiants. Sa rémunération mensuelle se montait alors à 117,60 yuans, à laquelle s’adjoignait une indemnité d’expatriation de 54,40 yuans. À cette époque, la conjoncture diplomatique s’assombrissait considérablement en Chine, en raison des tensions croissantes opposant le gouvernement du Kuomintang à l’armée impériale nippone. Dans ce contexte de crispation, Konoe estima opportun d’engager des pourparlers directs avec le général Tchang Kaï-chek, dans l’intention manifeste de conjurer l’éventualité d’un conflit généralisé. Il en vint dès lors à nouer commerce avec la fille d’un haut personnage du gouvernement chinois, laquelle se proposa de le conduire jusqu’à Chongqing. Cette entreprise de diplomatie officieuse, menée en dehors des voies ordinaires, fut néanmoins éventée par le Kempeitai, la police militaire japonaise, qui considéra cette initiative comme une entorse aux directives du cabinet impérial. Par conséquent, il fut prestement rappelé au Japon. La femme à laquelle il s’était confié se révéla être, selon les autorités, une agente au service de l’espionnage chinois. Il subsiste par ailleurs une conjecture selon laquelle son rappel aurait été motivé par la crainte qu’il ne révélât, fût-ce involontairement, des informations d’ordre confidentiel à Zheng Pingru. De retour sur le sol nippon, Konoe fonda une société politique de jeunesse, dénommée Shōnen Dōshi-kai (青年同志会), destinée à perpétuer son plaidoyer en faveur de négociations bilatérales aptes à prévenir l’embrasement sino-japonais. Néanmoins, ses démarches furent perçues avec suspicion par les sphères militaires, qui y virent un ferment de dissension. En février 1940, il fut dès lors incorporé dans l’armée impériale japonaise. En raison de ses attaches lignagères avec la haute aristocratie, il fut derechef promu au rang de sous-lieutenant et affecté à un régiment d’artillerie stationné en Mandchoukouo.
Au mitan de la guerre du Pacifique, il se maria en la ville de Harbin, en 1944, avec Masako Ōtani, parente en ligne collatérale de l’impératrice Teimei. Le 19 août 1945, soit quatre jours après la cessation formelle des hostilités, il fut appréhendé par une unité du contre-espionnage soviétique, relevant du GRU Smersh, et transféré manu militari en URSS, où il fut détenu en tant que prisonnier. Au cours de la décennie subséquente, il fut déplacé d’un lieu d’internement à l’autre, ayant transité par quinze camps distincts, sis en diverses contrées de la Sibérie. Durant cette longue captivité, il s’abstint rigoureusement de solliciter la moindre prérogative attachée à son rang d’officier, ne daignant s’en prévaloir pour échapper ni aux travaux forcés ni aux traitements sévères. En 1955, à l’occasion des pourparlers engagés en vue d’une normalisation des relations diplomatiques entre le Japon et l’Union soviétique, le chef du gouvernement japonais, Ichirō Hatoyama, présenta une requête formelle tendant à obtenir sa libération, appuyée d’une supplique signée par plusieurs centaines de milliers de sujets nippons ; toutefois, ladite demande fut récusée par les autorités soviétiques. L’année suivante, en 1956, sa mort fut annoncée au sein du camp spécial n° 48 du NKVD, établi dans l’oblast d’Ivanovo, district de Lejnevsky, au village de Cherntsy. La cause officielle du décès fut imputée à une hémorragie cérébrale consécutive à une artériosclérose aggravée d’un accès de néphrite aiguë. Néanmoins, certaines conjectures avancent qu’il eût pu succomber à un empoisonnement fomenté par les services de renseignements soviétiques, bien que cette hypothèse ne fût jamais avérée. Ses dépouilles mortelles furent rapatriées au Japon en 1958, à la faveur des démarches entreprises avec persévérance par son épouse Masako.
Le 18 octobre 1991, en stricte observance des articles II et III de la loi soviétique afférente à la réhabilitation de l'honneur des victimes des oppressions politiques, il fut déclaré absous de toute turpitude imputée ; par suite, le 27 février 1992, cette sentence fut réitérée par le procureur général du directoire militaire de la fédération de Russie, avec attestation idoine délivrée le 16 octobre 1997 par ledit procureur général du directoire militaire de la fédération de Russie.
A son décès, lequel il ne laissait pas de postérité légitime, son épouse, Masako, procéda à l’adoption de Moriteru Hosokawa, petit-fils par alliance de feu Fumimaro. Ce dernier fut dès lors institué chef de maison.

### Théâtre
- Compagnie théâtrale Shiki (quatre saisons) comédie musicale « La colline d'un pays étranger »
- Drame musical « Mato (Capitale des Diables) Nocturne »

## Remarques
- VIAF
- ISNI
- LCCN
- Japon
- WorldCat